# Pseudonychocamptus proximus
Pseudonychocamptus proximus är en kräftdjursart som först beskrevs av Georg Ossian Sars 1908.  Pseudonychocamptus proximus ingår i släktet Pseudonychocamptus och familjen Laophontidae. Arten har ej påträffats i Sverige. Inga underarter finns listade i Catalogue of Life.